# Luftwaffe-vakter i koncentrationsläger

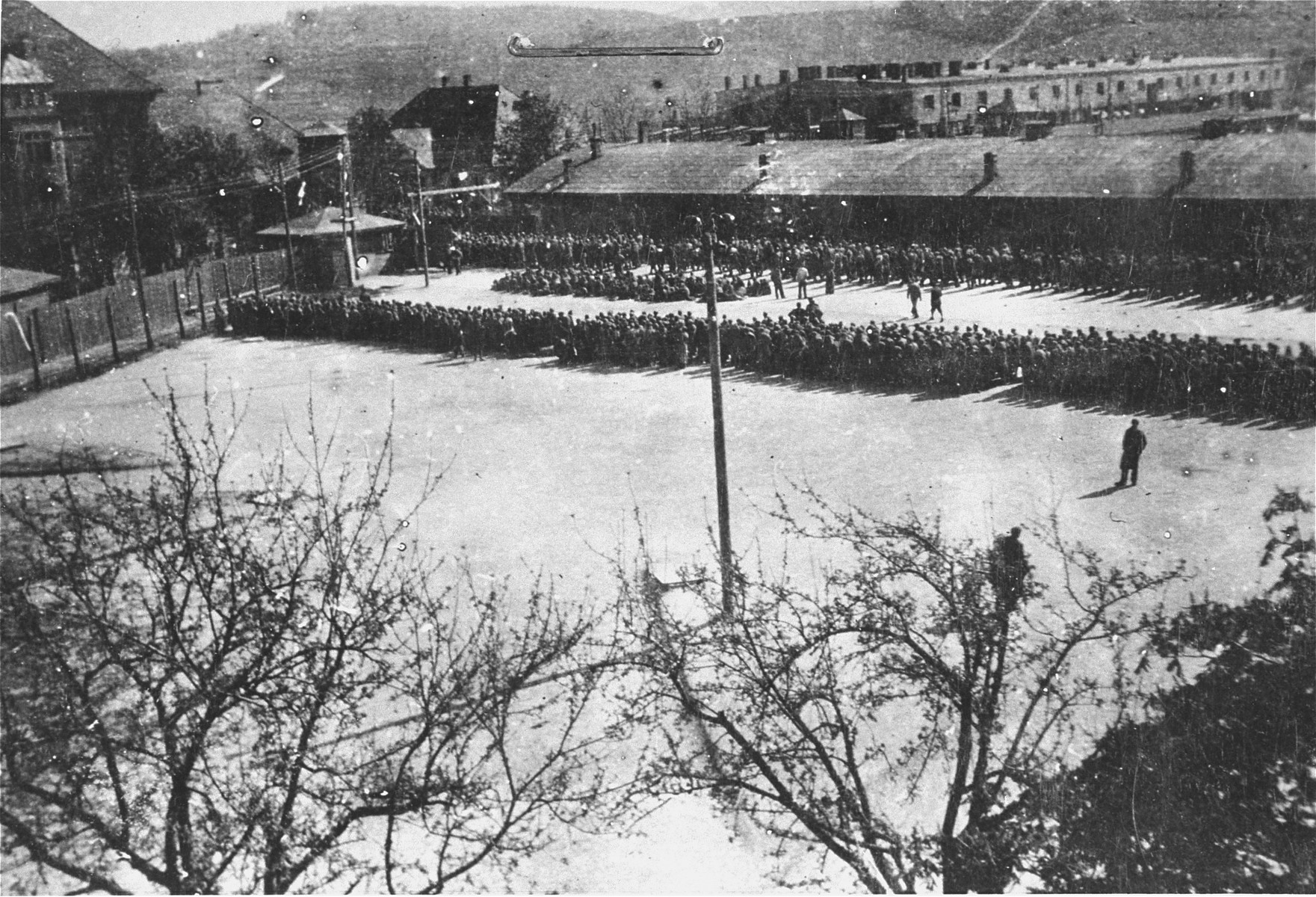
Nyanlända räknas i Melk; den stora majoriteten av vakterna i detta underläger till Mauthausen-Gusen var Luftwaffe-soldater.

Under andra världskriget bemannade det tyska flygvapnet Luftwaffe dussintals koncentrationsläger och stationerade sina soldater som vakter i många andra. Läger som skapades för utnyttjande av tvångsarbetare för vapenproduktion drevs ofta av den gren av Wehrmacht som använde produkterna. Wehrmacht stationerade också omkring 10 000 soldater till koncentrationslägren på grund av brist på vakter i mitten av 1944, inklusive många från Luftwaffe.

## Lägrets verksamhet
Vid krigets slutskede arbetade 2 700 Luftwaffe-soldater som koncentrationslägervakter i Buchenwald och dess underläger. Huvudlägren i Flossenbürg, Mittelbau-Dora  och Natzweiler hade många vakter ur Luftwaffe.
I slutet av 1943, öppnade Luftwaffe en demonteringsanläggning (tyska: Zerlegebetrieb) halvvägs mellan Auschwitz II-Birkenau och Auschwitz I. Omkring 1 300 fångar åt gången tvingades arbeta med att rädda delar från Luftwaffe- och allierade flygplan som hade skadats bortom reparation. Dessa fångar övervakades av Luftwaffe-personal och vaktades av SS. Även om några i Luftwaffe-personalen smugglade brev eller försåg fångarna med mat, var deras befälhavare, en Luftwaffe-major, känd för att misshandla fångar med ett aluminiumrör. Fångarna inkvarterades i Birkenau och tvingades marschera till Zerlegebetrieb varje morgon; bara om temperaturen sjönk under −15 °C var de befriade från arbete. På grund av de värdefulla föremålen som kunde hittas vid flygplansdemonteringen försökte fångar ofta smuggla tillbaka dem till Birkenau för att byta mot livsnödvändiga förnödenheter. Majoriteten var polska eller sovjetiska krigsfångar; de senare var kända för sina frekventa flyktförsök. Dödligheten var hög på grund av de hårda arbetsförhållandena och många arbetsplatsolyckorna.
En luftvärnsvapenfabrik i Monowitz bemannades av Luftwaffe-vakter. Luftwaffe tillhandahöll även luftvärn för att skydda Monowitz fabriker från flygattacker. I början av 1944 fanns det 1 000 Luftwaffe-vakter i Auschwitz.
Luftwaffe-vakter hade rykte om sig att vara något mindre brutala än SS, och i flera fall försökte de förbättra förhållandena för fångarna. Trots detta misshandlade även Luftwaffe-personal ofta fångar. Till exempel tvingade Luftwaffe-tekniker på flera platser fångar att desarmera eller på annat sätt hantera blindgångare. Luftwaffe-soldater ska ha avrättat fångar under en dödsmarsch, och torterat och mördat fångar i Wiener Neudorf, ett underläger till koncentrationslägret Mauthausen. För de senare brotten dömdes Ludwig Stier, en Luftwaffe-kapten med ansvar för Luftwaffe-soldaterna i lägret, till döden av en amerikansk militärdomstol 1947. Stier avrättades i Landsbergfängelset den 5 september 1947.

## Lista över läger med övervägande Luftwaffe-vakter
- Buchenwalds underläger: Mühlhausen [14] och Stalag-13 Wernigerode  [15]
- Dachau: Horgau,[16] Fischen,[17] Ottobrunn,[18] Stephanskirchen [19] och Sudelfeld [20]
- Flossenbürg: Altenhammer,[21] Holleischen,[22] Kirchham,[23] Leitmeritz [24] och Mülsen St. Micheln [25]
- Gross-Rosens underläger: Brieg [26] och Kittlitztreben [27]
- Herzogenbuschs underläger: Breda,[28] Leeuwarden [8] och Venlo [29]
- Hinzert underläger: Langendiebach I and II,[30] Mainz-Finthen,[8] Merzhausen,[31] Seligenstadt [8] och Usingen [32]
- Mauthausen-Gusens underläger: Gusen II,[33] Melk,[34] Wiener Neudorf [1] och Schwechat [35]
- Mielec koncentrationsläger [36]
- Mittelbau-Doras underläger: Ellrich [37] och Günzerode [38]
- Natzweilers underläger: Cochem-Bruttig,[39] Erzingen,[40] Hailfingen-Tailfingen, där nästan 200 fångar dog nära Hailfingen flygfält,[41] Neckarelz I och Neckarelz II [42] samt Mannheim-Waldhof [43]
- Neuengammes underläger: Beendorf,[44] Bremen,[45] Bremen-Obernheide,[8] Kaltenkirchen [46] och Meppen-Dalum [47]
- Ett tvångsarbetsläger nära gettot i Nowy Swierzen (nu Novy Sverzjan i Belarus)[48]
- Ravensbrücks underläger: Karlshagen I och Karlshagen II [49]
- SS-Baubrigaden (byggbrigader): 13 läger inblandade i byggandet av V-1-avfyringsplatser i det ockuperade Frankrike [50]
- Sachsenhausens underläger: Mackenrode,[51] Nüxi [52] och Wieda [53]
- Stutthofs underläger: Gerdauen,[54] Heiligenbeil,[55] Jesau,[56] Praust,[57] Schippenbeil [58] och Seerappen [59]